# Litiofilita
La litiofilita és un mineral de la classe dels minerals fosfats, i dins d'aquesta pertany a l'anomenat "grup de la trifilita". Va ser descoberta l'any 1878 en mines de la localitat de Branchville, a l'estat de Connecticut (EUA), sent nomenada a partir de liti i del grec talls -amistat-, en al·lusió al seu contingut en liti.
Un sinònim poc usat és el de litiolita.

## Característiques químiques
És un fosfat simple de liti i manganès anhidre, com tots els fosfats anhidres del grup de la trifilita al qual pertany. És isoestructural amb el silicat olivina ((Mg,Fe)SiO4).
Forma una sèrie de solució sòlida amb l'esmentada trifilita (Life2+PO4), en la qual la substitució gradual del manganès per ferro va donant els diferents minerals de la sèrie.
A més dels elements de la seva fórmula, sol portar com a impureses: magnesi, calci o ferro, aquesta última li dona tonalitats de color rosat.

## Formació i jaciments
Es troba en pegmatites de tipus granit, com les de la mina en què va ser descobert, especialment en les de tipus complex contenint espècies minerals que contenen liti i fosfat. Es forma normalment com a mineral primari i més rares vegades com a secundari, en dites complexes de pegmatita en les últimes etapes de la seva cristal·lització.
Sol trobar-se associat a altres minerals com: sicklerita, purpurita, huréaulita i nombrosos fosfats i òxids de ferro i manganès.